# 梅村 (马耶讷省)
梅村（法語：Mée，法語發音：[me]）是法国马耶讷省的一个市镇，属于贡捷堡区。

## 地理
梅村（47°47'50"N, 0°51'38"W）面积8.75 平方千米，位于法国卢瓦尔河地区大区马耶讷省，该省份为法国西北部内陆省份，北起芒什省和奧恩省，西接伊勒-维莱讷省，南至曼恩-卢瓦尔省，东临萨尔特省。
与梅村接壤的市镇（或旧市镇、城区）包括：谢朗塞、波姆里约、圣康坦莱桑日、普雷当茹。

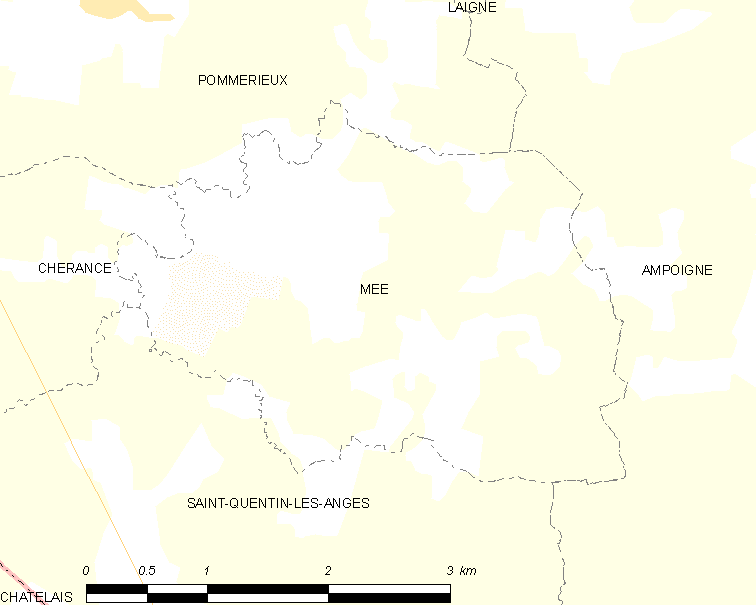
的OSM定位图

梅村的时区为UTC+01:00、UTC+02:00（夏令时）。

## 行政
梅村的邮政编码为53400，INSEE市镇编码为53148。

## 政治
梅村所属的省级选区为马耶讷河畔贡捷堡第二县。

## 人口

1962-2008年间人口变化图示

梅村于2022年1月1日时的人口数量为230人。